# Puturrú de Fuá
Puturrú de Fuá es un grupo de música español de tono humorístico.

## Trayectoria
En 1978 Francisco Curro Fatás se pone en contacto con Pepe Gros y Juanma Labordeta (sobrino de José Antonio Labordeta), que tenían un dúo musical, y crean Puturrú de Fuá, a la estela de otras bandas satíricas como La Trinca, y teniendo como referente a Les Luthiers, de los que eran fervientes admiradores. Firman con el sello musical Fonomusic y su productor es Plácido Serrano. Durante sus primeros años, su carrera se localiza en Aragón, grabando su primer LP, Abril, en 1978.
En 1980, cuando Juanma Labordeta se va a hacer la mili, Curro forma el grupo de rock Curroplastic, con una estética y estilo que se acercaba más a grupos como La Orquesta Mondragón que a otros humorísticos como La Charanga del Tío Honorio o Desmadre 75. Mientras tanto Pepe Gros, que junto con Curro provenían del mundo del teatro, de un grupo llamado Patito Feo, sigue con Puturrú con una obra de teatro llamada El adiós del Mariscal, a la que posteriormente se unió Curro, incorporando dos nuevos papeles a la obra.
La popularidad a nivel nacional la consiguen en 1985, cuando publican su álbum No es una marca de fuagrás. Con su siguiente álbum, Ni fu ni fuá, se convierten en asiduos en radio y televisión y sus pegadizas canciones como No te olvides la toalla cuando vayas a la playa o Los chicos de Plan llegan a ser canción del verano.
En los años siguientes continúan editando nuevos proyectos, si bien de menor repercusión, hasta que en 1994 Pepe Gros abandona el grupo. Tras publicar Finas hierbas, vuelven a reunirse en 1998, con Leo Susana en el puesto de Juanma Labordeta, y, desde entonces han continuado grabando y actuando, si bien con una popularidad mucho menor que la que alcanzaron a mediados de la década de 1980. Su última actuación fue en Los Pilares, Zaragoza, en 2018.

## Discografía
- Abril (1979).
- No es una nueva marca de fuagrás (1985).
- Ni fú ni fuá (1986).
- Menage a truá (1987).
- Pásame la bola manola (1988).
- Te has hecho pis (1989).
- Úsame y tírame (1990).
- Lo mejor de Puturrú de Fuá (1993).
- Finas hierbas (1996).
- 20 años tiene mi humor (2000).
- Peligroso para la salud (2009).
- Colaboraciones en disco en directo de José Antonio Labordeta y en Canciones a Madrid (1988), junto a Sabina, Víctor Manuel y Ana Belén, Antonio Flores e Hilario Camacho, con la canción Claveles p'a La Cibeles.